# میشل دایگنو
میشل دایگنو (انگلیسی: Michel Daignault؛ زادهٔ ۲۵ ژوئن ۱۹۶۶) اسکیت‌باز سرعت اهل کانادا است.